# 費利克斯·曼茲
費利克斯·曼茲（德語：Felix Mantz，1498年—1527年1月5日）是瑞士弟兄會創始人之一，後來在瑞士蘇黎世發展成再洗禮派（重浸派），並成为徹底的宗教改革（也有人稱為：極端宗教改革）的第一位殉道者，也是第一位在当时更正教統治下殉道的重浸者。

## 出生与生平

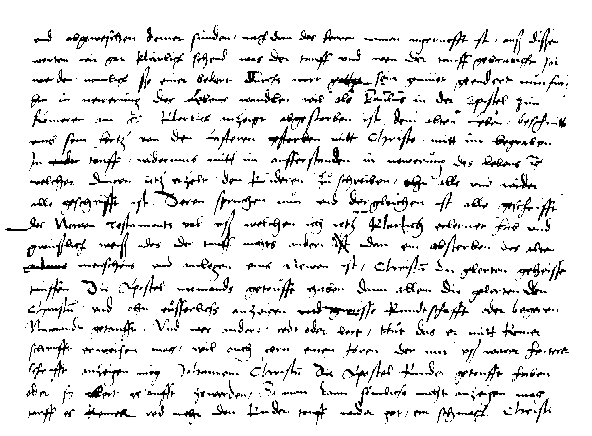
費利克斯·曼茲的 "抗議和辯護"

曼兹在苏黎世出生和逝世，他的父親曾是蘇黎世大教堂的教士，是一位詠禱司鐸（canon），所以曼茲是私生子。雖然關於他的受教育情況的記錄非常少，但有證據顯示，他得到過開明的教育，並且通曉希伯來語、希臘語和拉丁語。曼茲在1519年到蘇黎世以後，成爲慈運理的追隨者。當康拉德·格列伯於1521年參加進來後，他和曼茲成了好友。他們對彌撒、教會的本質和與政府的關係，以及嬰兒洗禮問題提出質疑。
1521年1月的時候，慈運理和曼茲、格列伯等人的關係就已經漸漸的來到一個決裂點。格列伯早在1523年10月的時候，就曾經公開反對慈運理將教會中是否要舉行彌撒禮和使用圖像的問題，提交給市議會去決定。經過1523年發生的第二次蘇黎世辯論，他們不再滿意，並相信慈運理的改教計劃爲市議會做出妥協。這群瑞士弟兄們開始他們政教分離之路，並且在之後的一年，他們與慈運理漸漸分離。
尤其是威廉·卢布林開始在講道中公開反對嬰兒洗禮。同年，蘇黎世南郊的措利孔鎮有三位父親不讓嬰兒受洗的事件，引來當局的壓制，盧布林在8月被捕入獄，之後不久就被趕出了蘇黎世。與此同時，格列伯、曼茲和其他人也曾數次爲自己所持的立場辯護。
1525年1月17日，在蘇黎世舉行公開的辯論會，格列伯、曼茲和盧布林與慈運理對決市議會前，最後市議會宣佈慈運理獲勝。
1月18日市議會發出第一道命令：“嬰兒必須在出生后八天內受洗，不遵守者將被放逐。”1月21日又發布了第二道命令：“格列伯及曼茲必須封口，不得再反對嬰兒洗禮，並且瑞士弟兄會當中的非市民，包括盧布林，都要在八天內離境。”
瑞士兄弟會成員於1月21日聚集在費利克斯·曼茲與其母的家中，雅各家的喬治（即乔治·布劳罗克請求格列伯“為了上帝的緣故，按基督的真洗禮為他施洗，見證他的所知所信”。於是格列伯先給乔治·布劳罗克施洗，布勞羅克再給其他人施洗。同慈運理和市議會的徹底決裂，形成了第一個極端改革教會，即重浸派。之後，重浸派的信仰迅速在蘇黎世周邊傳開，曼茲在其中起了積極作用。他利用自己的語言能力，把他的文字翻譯成人們的日常語言，並以傳道人的身份熱情地工作。
2月間，曼茲、格列伯到處為人施洗，他們在沙夫豪森、聖加倫等地的佈道工作相當成功，在4月9日的時候，約有500位一同在河中受浸。逼迫也隨之而來，6月他們來到格列伯的家鄉（蘇黎世東南22公里的格呂寧根）佈道，效果顯著，10月8日，被逮捕，格列伯和布劳罗克被下在監裡，曼茲僥倖逃脫，但是三週後還是被捕了，隨後，他們被解押到蘇黎世，關在女巫塔（witch’s tower)中。之後逃出，又多次入獄，也多次獲釋。直到次年1526年10月12日，當他和乔治·布劳罗克在格吕宁根地區講道時，他們被意外逮捕，關進蘇黎世的韦伦堡監獄，其間他幾乎光顧過每一個服事的市鎮的監獄。

## 判決

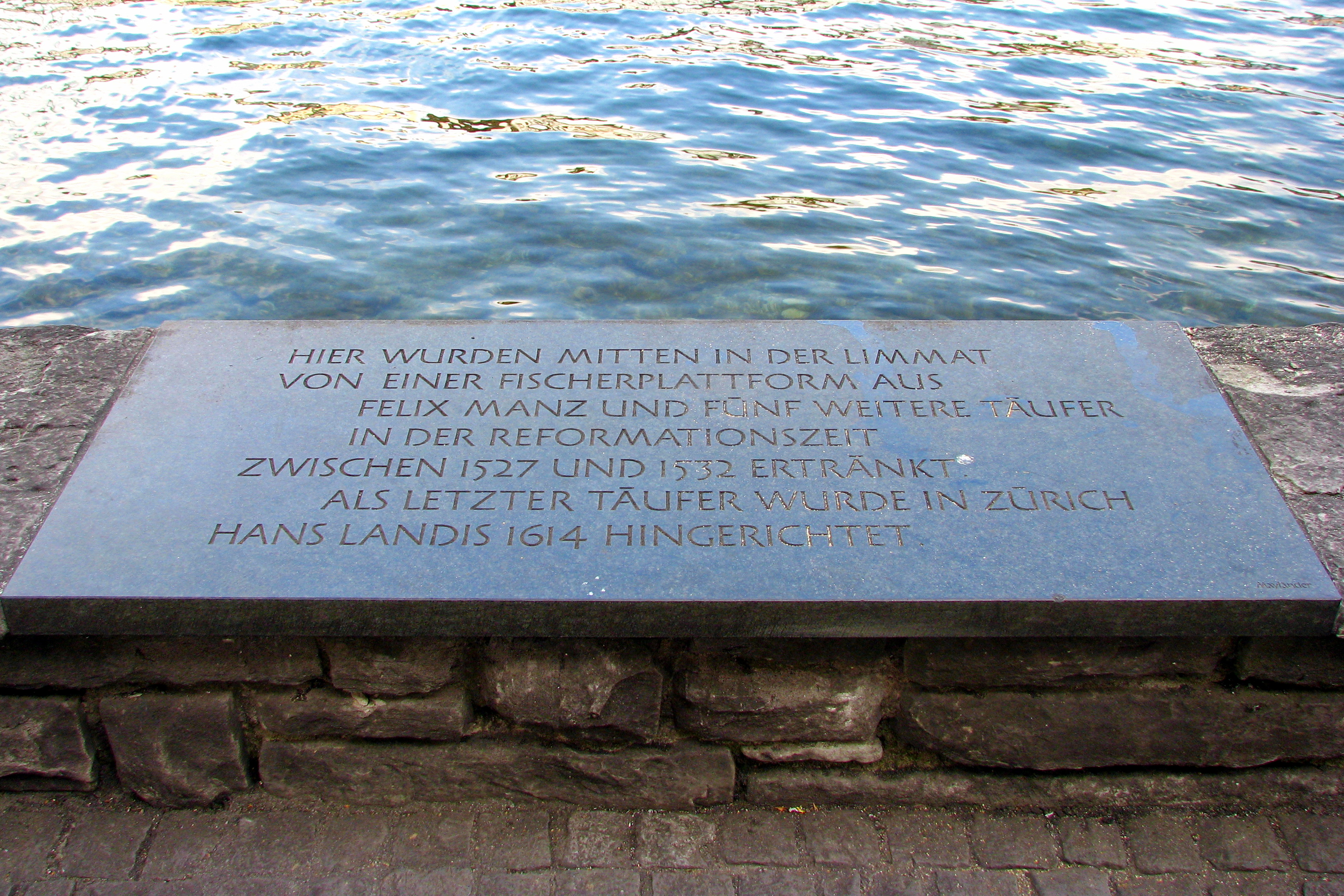
蘇黎世的利马特河，費利克斯·曼茲被淹死在這裏。Zürich - Schipfe - Täufer IMG 5785

1526年7月，蘇黎世的議會通過了一項法令，這項法令規定，成年人接受再洗禮可以判處溺斃的刑罰。

1527年5月，曼茲成為第一個被這個法令殺害的重洗派信徒。

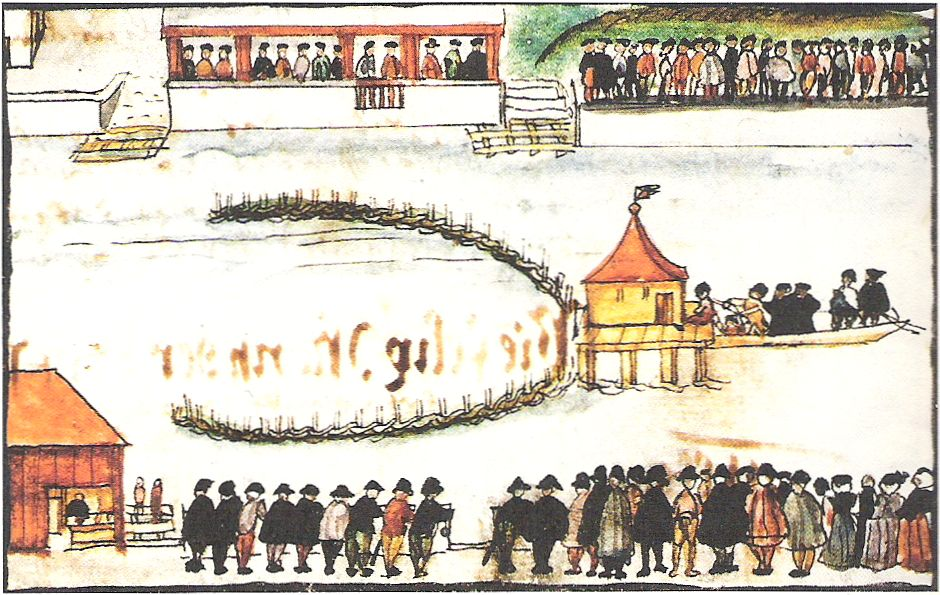
費利克斯·曼茲, 在1527年1月5日週六下午三時，被淹死在蘇黎世的利马特河

曼茲的判決書列明處死他的方法：“曼茲要被交給行刑手，要將他的手綁著，放在小船上，把他帶到下屋，在那兒把他的手綁在膝蓋上，用一竿子穿過他的雙手和雙膝間，把他推到水中，讓他在水中滅亡；如此他可以補償法律和正義。”他的財產被蘇黎世政府沒收，死後，曼茲被葬在聖雅各墓地。
曼茲在被去處死的路上，稱他可為真理而死。他的母親也鼓勵他，要他在試探中堅定不要動，為基督效忠。在河邊，法庭再次宣讀了對他的判決，行刑手就按照判決，將曼茲載上小船，划到河中魚屋旁，沉入水中，在這個時候，曼茲還大聲的唱出：「哦主，我將我的靈魂交在祢的手中。」。

## 外部連結
- Manz, Felix (ca. 1498-1527) at Global Anabaptist Mennonite Encyclopedia Online
- Anabaptist reconciliation with Reformed Church in Zurich to bring healing, hope